# 任淑兰
任淑兰（？—？），湖南省湘阴县人。曾用名任叔南，任弼时的堂妹。曾经参加中国共产党第五次全国代表大会。

## 生平
第一次国共合作时期，曾和任作民、黄文容协助陈独秀处理工作，三人组成了陈独秀办公室，主要负责事务。1927年4月至5月参加中国共产党第五次全国代表大会。10月底同帅孟奇、任超群、陈达邦、熊天荆等人同船到苏联学习。1928年1月到达莫斯科，在莫斯科中山大学学习。1930年7月，同帅孟奇、任超群、冯金妹和李乾元五人结伴，经哈尔滨、大连回国。8月回到上海后派回湖南工作。后事不详。